# Syndicat national des instituteurs
 (juillet 2018).
Le Syndicat national des instituteurs (SNI, puis SNI-PEGC à partir de 1976) fut de 1920 à 1992 la principale organisation syndicale des enseignants du primaire en France.
Il était également présent au niveau collège (11-15 ans), historiquement à partir des « cours complémentaires » devenus collèges d'enseignement général en 1959 et dont les enseignants constituèrent la base initiale du corps des professeurs d'enseignement général de collège (PEGC) créé en 1959.
Affilié à la CGT à partir de 1925, le SNI la quitta pour passer à l'autonomie en 1948, sa majorité refusant de choisir entre CGT et Force ouvrière.
En 1929-1930, le SNI fut l'un des créateurs et la principale composante de la Fédération générale de l'enseignement (FGE) dénommée Fédération de l'Éducation nationale à partir de 1945.
De 1948 à 1992 (scission de la FEN), le SNI présenta la caractéristique originale de faire coexister des tendances représentant la diversité des courants de gauche et d'extrême-gauche (représentation proportionnelle) et de syndiquer massivement dans son secteur (jusqu'à 80 % des personnels avant les années soixante-dix).
Outre l'action syndicale revendicative classique, il se caractérisait par un très fort engagement pour la laïcité de l'École et de l'État et une très forte implication dans la réflexion éducative et pédagogique.
En 1992, une partie du SNI a donné naissance au Syndicat des enseignants de l'UNSA, l'autre s'est retrouvée dans le SNUipp dans la FSU.

## Histoire

### Les prémices
En France, la loi sur les syndicats ouvriers de 1884 avait ouvert des perspectives aux instituteurs. Ce fut pour peu de temps : la circulaire Eugène Spuller, se fondant sur la différence de régime juridique entre les salariés et les fonctionnaires excluait tout droit syndical pour les fonctionnaires. D'un point de vue légal, cette situation perdura jusqu'à la Libération.
Pourtant, des instituteurs s'efforcèrent de développer le syndicalisme dans leur milieu professionnel. La loi de 1901 sur les associations permit d'organiser les enseignants en amicales, généralement départementales. Quelques-uns voulurent aller plus loin. C'est ainsi qu'en 1905 fut créée la Fédération des membres de l'enseignement laïque, qui s'affilia à une CGT d'obédience anarcho-syndicaliste. Cette organisation était minoritaire mais comptait parmi ses membres des militants généralement marqués à gauche mais non révolutionnaires, notamment des responsables de la Fédération (nationale) des amicales comme Glay et Roussel. Cependant, en 1907, Marius Nègre, qui avait lancé publiquement un « manifeste des instituteurs syndicalistes » fut révoqué. On notera, en 1910, la création de la revue L'École émancipée, qui fédéra les militants syndicalistes révolutionnaires et donna son nom à la tendance d'extrême-gauche du SNI et de la FEN.

### 1920-1945

#### Transformation de la Fédération des amicales en Syndicat national des instituteurs
En 1920, au lendemain de la Première Guerre mondiale, la question de la transformation des amicales en syndicat se posa. La création de syndicats départementaux (cadre de gestion traditionnel des instituteurs) fut abandonnée rapidement après les actions judiciaires en dissolution intentées par certains préfets. Ce fut donc la Fédération nationale des amicales d'instituteurs, forte de ses quelque 80 000 membres, qui se transforma en Syndicat National des instituteurs pour éviter la répression. À la Fédération des amicales, le SNI emprunta ses statuts et son mode de fonctionnement qui perdura jusqu'aux années 1960 : sections départementales, congrès annuel élisant une commission permanente (devenue bureau national dans les années 1930) et un bureau (appelé ultérieurement secrétariat).

#### L'adhésion à la CGT et la création de la FGE
Le SNI demanda son adhésion à la CGT, ce qui était impossible, la fédération des membres de l'enseignement laïque y étant déjà affiliée. Cette dernière ayant rejoint la CGTU naissante, le SNI put rejoindre la CGT en 1925. En 1929 était créée la Fédération Générale de l'Enseignement qui devint, après la Libération, la FEN (Fédération de l'Éducation nationale).

#### L'École libératrice
C'est en 1929 que fut créé l'hebdomadaire L'École libératrice, fondé et dirigé par Georges Lapierre (secrétaire général du SNI clandestin pendant l'Occupation, résistant, membre du réseau de Pierre Brossolette, il fut arrêté par la Gestapo et mourut en déportation comme son successeur clandestin Joseph Rollo). L'École libératrice contenait une partie d'informations syndicales et sociales et une partie pédagogique. Le philosophe Alain (Émile Chartier) y publia un certain nombre de ses célèbres propos.

#### La réunification de 1935
En 1935, les ex-unitaires et les ex-confédérés se retrouvèrent dans le cadre du processus de réunification syndicale de 1935 (fusion de la CGT et de la CGTU). En 1936, lorsque le Front populaire est arrivé au pouvoir, le ministre de l'Éducation Nationale Jean Zay a demandé au Syndicat National des Instituteurs de lui proposer quelqu'un pour s'occuper près de lui de l'enseignement primaire. C'est René Paty directeur d'école à Paris qui fut nommé chef-adjoint du cabinet du ministre de l'Éducation Nationale où il a œuvré trois ans. En 1940, le régime de Vichy, dans ses toutes premières mesures, décida la dissolution du SNI et la suppression des écoles normales d'instituteurs. À la Libération, le Syndicat se reconstitua avec trois tendances : la majorité dite « autonome » (devenue ultérieurement la tendance UID : Unité, Indépendance, Démocratie) proche du Parti socialiste ; une tendance proche du Parti communiste (Unité et Action) ; une autre tendance syndicaliste révolutionnaire (l'École émancipée).

#### L'Occupation
Parmi les premières mesures prises par le régime de Vichy figurèrent la dissolution du SNI, de la FGE et de la Ligue de l'enseignement. Reconstitué clandestinement, le SNI perdit deux secrétaires généraux en déportation (Georges Lapierre et Joseph Rollo), ainsi que d'autres militants actifs dans la Résistance comme Jean Salducci qui avait été secrétaire général de la Fédération unitaire de l’enseignement. Fortement marqué par l'engagement pacifiste du syndicat après la guerre de 1914-1918, un certain nombre de ses militants, sans collaborer, s'abstinrent de toute activité militante après la défaite de 1940. Ce fut le cas d'André Delmas, secrétaire général du SNI démobilisé en 1940. Ils ne retrouvèrent pas de responsabilités après la guerre et furent remplacés par des militants dont le comportement n'avait pas été mis en cause comme Henri Aigueperse, secrétaire de la section départementale de la Haute-Vienne avant 1939 et qui fut membre du Comité de Libération de Limoges.

### 1945-1992: l'unité syndicale
En 1947-1948, le SNI consulta ses militants par référendum sur l'affiliation confédérale au moment de la scission entre CGT et CGT-FO. Massivement, les adhérents se prononcèrent pour le passage « provisoire » à l'autonomie. Ce choix fut confirmé dans une FEN qui n'était donc pas « autonome » par volonté corporatiste. Contre toute attente, les militants communistes ne firent pas scission, mais participèrent à une FEN-CGT : la FEN avait admis une double affiliation (dans ses syndicats et dans l'une des deux confédérations résultant de la scission de 1948, dès lors qu'il n'y avait pas de structure concurrente à ses syndicats nationaux). Lorsque Force Ouvrière, tentée de récupérer « ses » instituteurs, décida dans les années 1950 de mettre fin à la possibilité de double affiliation, elle y perdit la plupart de ses militants (comme Paul Ruff).
Quant à la FEN-CGT, présente avec des syndicats dans l'enseignement technique (qui avait majoritairement voté l'adhésion à la CGT) et chez les personnels de service, elle vit disparaître en son sein l'activité de ses instituteurs en 1954 : bien qu'ils eussent voté la continuation de leur intervention, ils se plièrent à une décision du bureau politique du PCF qui avait décidé ex cathedra que les instituteurs communistes devaient concentrer leur activité syndicale au sein du seul SNI.
Le choix final de l'autonomie et de son corollaire (le droit de tendance et la représentation proportionnelle de celles-ci, mais la désignation d'un exécutif homogène issu de la majorité) fit l'objet en 1948 d'une motion de référence : la motion Bonissel-Valière, qui réunit alors les militants de la majorité (René Bonissel était, au sein du secrétariat du SNI, l'influent directeur de L'école libératrice) et de l'École émancipée (Marcel Valière la représentait au Bureau national du Syndicat). Cette configuration resta la référence jusqu'aux environs de 1968, avec une organisation fortement attachée à son unité, à la laïcité (lutte contre les lois Marie-Barangé de 1951, puis contre la loi Debré de 1959), ainsi qu'à la revalorisation de la fonction.
Ensuite, le quasi-monopole de fait dont il bénéficiait fut remis en cause avec le développement du SGEN-CFDT, puis, après 1984, l'émergence d'un syndicat FO où étaient fortement présents les militants de la tendance Front unique ouvrier (FUO), généralement très proches du Parti des travailleurs (ex-OCI) ainsi que certains militants UID hostiles à l'accueil dans la FEN de syndicats représentant l'enseignement privé. La tendance FUO était une scission de l'École émancipée intervenue en 1969.

#### Le SNI, créateur d'associations, mutuelles et coopératives
Le SNI développera nombre d'œuvres associatives, coopératives ou mutualistes: La Jeunesse au plein air (avec la Ligue de l'enseignement) ; la création de la Mutuelle générale de l'Éducation nationale (MGEN) fut ainsi décidée par le congrès de 1946 (Grenoble) du SNI. En 1947, il sera à l'initiative, dans le cadre du combat de défense laïque, de la création de la Fédération des conseils de parents d'élèves (FCPE).

### Vers la scission

#### Le conflit SNI/SNES
Au sein de la FEN, le SNI rencontra l'opposition du SNES (appartenant jusqu'en 1967 à la majorité) sur la question des cours complémentaires, devenus collèges d'enseignement général (CEG) en 1959. Les maîtres de CEG appartenaient en effet au corps des instituteurs.
C'est en 1969 que le gouvernement (contre la volonté du SNI, directement attaqué par cette mesure) en fit des professeurs d'enseignement général de collège (PEGC). Au sein de la FEN, ils relevaient du champ de syndicalisation du SNI qui, en 1976, pour bien marquer son attachement à la continuité école/collège (projet d'école fondamentale) prit l'appellation de SNI-PEGC. La conquête du SNES par la tendance Unité & Action fit de ce combat un conflit à la fois pédagogique et d'orientation syndicale.

#### Le congrès d'Orléans (1992)
En 1992, Le congrès du SNI-PEGC d'Orléans décide son changement de dénomination en Syndicat des enseignants (SE-FEN). Cette transformation intervient dans le contexte de la scission au sein de la FEN, marqué par l'exclusion du SNES et du SNEP).
Le SNI-PEGC, devenu SE-FEN s'ouvre alors à l'ensemble des enseignants exerçant de la maternelle au lycée qui sont désormais formés dans les IUFM. Les minoritaires au sein du SNI-PEGC qui refusent cette évolution (tendance Unité & Action et majorité de l'École émancipée en particulier) constituent alors ce qui deviendra le SNUIPP, qui sera l'un des syndicats constitutifs de la nouvelle Fédération syndicale unitaire (FSU).
Dans sa configuration historique (les seuls instituteurs et PEGC qui prolongeaient l'action de démocratisation de l'enseignement secondaire des instituteurs de cours complémentaires), le SNI aura disparu au moment-même où il aura fait acter (mesures de revalorisation Jospin de 1989-1990) l'égalité entre tous les enseignants des enseignements scolaires qu'il s'agisse de niveau de recrutement, de durée de formation ou de grille de rémunération (création du corps des professeurs des écoles dont le niveau de recrutement et la qualification sont alignés sur les professeurs certifiés).

## Membres célèbres

### Personnalités et militants
- Odette et Édouard Bled. Les auteurs des célèbres manuels d'orthographe sont restés des adhérents fidèles du syndicat, et notamment de sa section parisienne au sein de laquelle Édouard Bled avait exercé des responsabilités (conseiller syndical ; secrétaire de la commission des conflits à l'époque où sa fonction était, en dehors de toute intervention hiérarchique, d'arbitrer des conflits entre directeurs et adjoints syndiqués ; secrétaire de la commission des directeurs) avant et après la guerre de 1939-1945.
- Louis Bouët, secrétaire général de la fédération unitaire de l'enseignement (CGTU), personnalité de référence de l'École émancipée jusqu'après la guerre où il appuya fermement la position du passage à l'autonomie lors de la scission CGT/CGT-FO de 1947.
- Clément Durand, responsable laïque du Syndicat et responsable du CNAL de 1948 à 1969.
- André Henry, secrétaire général de la FEN de 1974 à 1981, ancien ministre.
- Adrien Lavergne, ancien secrétaire général de la FEN de 1944 à 1956.
- Augustin Malroux, instituteur dans le Tarn, député SFIO, il participe à la reconstruction du SNI dans la clandestinité pendant la Seconde Guerre mondiale (mort à Bergen-Belsen).
- Marceau Pivert, connu comme militant de l'aile gauche de la SFIO, du Front populaire à la fin des années cinquante, Marceau Pivert fut élu au bureau national du SNI en 1931[6].

### Secrétaires généraux du SNI puis du SNI-PEGC
Liste des secrétaires généraux jusqu'à sa transformation en Syndicat des enseignants (1992).
- 1920-1932 : Louis Roussel, dont le nom reste indissociable d'Émile Glay, président de 1909 à 1920 de la Fédération nationale des amicales d'instituteurs qui se transforma alors en Syndicat national des instituteurs.
- 1932-1940 : André Delmas[7]. Représentant de la deuxième génération militante de ce qu'on nommait alors « le S.N. » (le Syndicat national), il fut l'un des artisans du Front populaire. Démobilisé en 1940, ce militant résolument pacifiste, s'il a rencontré (comme d'autres) les autorités de l'époque n'a ni collaboré ni résisté. Cette absence d'engagement sera à l'origine de sa mise à l'écart à la Libération. En réalité Delmas s'était fort engagé dans le courant pacifiste ou munichois avant guerre. Sa fédération, avec celle des mineurs et des postiers, formait le plus gros des troupes de « Syndicat » animé par René Bélin, futur ministre de Vichy. Ainsi il est l'auteur, peu avant Munich, d'une pétition commune avec la fédération des PTT, pour dénoncer le risque de guerre. Cette pétition avait selon ses auteurs recueilli pas moins de 150 000 signatures en trois jours. On sut plus tard que cette pétition, loin d'avoir été rédigée de sa main comme l'affirmait Delmas, avait été dictée par les ministres les plus munichois du gouvernement (Georges Bonnet en tête) que fréquentaient à l'époque de la crise presque quotidiennement Delmas et ses amis de « Syndicat »[8]. C'est là sans doute la véritable cause de son exclusion. Pendant l'Occupation, il avait été proche du conseiller d'ambassade et second de Abetz, Achenbach qui ne manquait jamais d'en faire l'éloge pour sa capacité à rallier les instituteurs à la cause collaborationniste. Après son exclusion il fut recasé comme beaucoup de collaborationnistes dans les officines patronales pour y continuer ses croisades d'avant guerre, sous l'égide de Georges Albertini[9]
- 1940-1943 : Georges Lapierre. Natif de l'Aube, Georges Lapierre a exercé son activité professionnelle dans la Seine, et notamment à Paris, après son admission au concours d'entrée de l'école normale d'Auteuil (1902). Connu pour être d'abord le créateur de L'École libératrice, hebdomadaire du Syndicat publié de 1929 à 1992 (années de guerre exceptées, sauf comme publication occasionnelle clandestine), il avait été également un militant pédagogique créateur de la Jeunesse au plein air et cofondateur, avec Louis Dumas, de la Fédération internationale des associations d'instituteurs (FIAI). Antimunichois résolu, révoqué en 1941, il était en relation avec les mouvements de résistance (notamment celui de Pierre Brossolette). Il est arrêté par la Gestapo en 1943, déporté à Sachsenhausen, puis au Struthof puis à Dachau où il meurt du typhus le 4 février 1945. S'il n'a jamais été formellement été le numéro un du syndicat avant guerre (à partir de 1940, le SNI, dont la dissolution avait été une des premières mesures du gouvernement de Vichy, était une organisation clandestine), il est resté une figure marquante exprimant, jusque dans l'horreur des camps de concentration, les valeurs humanistes du syndicalisme universitaire, et notamment son testament philosophique qu'il avait pu faire passer à l'extérieur.
- 1943-1944 : Joseph Rollo. Militant du Finistère vient du courant de la Ligue syndicaliste de la Fédération unitaire de l'enseignement, proche de Pierre Monatte et de sa revue La Révolution prolétarienne. Ce courant d'inspiration syndicaliste révolutionnaire était très hostile à la mainmise communiste sur la CGTU. Dès les années trente, des militants de ce courant rejoignent comme Rollo le « SN » : on peut citer ainsi Josette et Jean Cornec (parents de l'avocat Jean Cornec qui incarna si longtemps la FCPE, Roger Hagnauer mais aussi, dans la Haute-Vienne, Henri Aigueperse. Après l'arrestation de Lapierre, Joseph Rollo le remplace dans une période où, à la suite des accords du Perreux de 1943 (réunification de la CGT clandestine), l'organisation syndicale est en pleine restructuration. Arrêté fin mars 1944, déporté au camp de Neuengamme, il meurt en avril 1945 lors de l'évacuation de ce camp par les SS.
- 1944-1946 : Jean-Auguste Senèze. Il commence son mandat dans la clandestinité et l'exerce jusqu'au premier congrès national normalement constitué (congrès de Montreuil, 27-29 décembre 1945). Il avait toujours déclaré qu'il remettrait alors son mandat (il est devenu ensuite secrétaire général de la Ligue de l'enseignement).
- 1946-1952 : Henri Aigueperse. Il était aux commandes du syndicat lors de la scission confédérale. Ce militant discret et exceptionnel à la fois (résistant, membre du comité de libération de Limoges en 1944) a conservé une influence morale et personnelle très forte sur l'organisation et ses différents responsables.
- 1952-1962 : Denis Forestier. Après l'exercice de son mandat syndical, il devint président de la MGEN (Mutuelle générale de l'Éducation nationale) et devint le premier président du Comité de coordination des œuvres mutualistes et coopératives de l'éducation nationale (CCOMCEN) créé à son initiative.
- 1962-1967 : Pierre Desvalois
- 1967-1969 : Jean Daubard. Il fut ensuite secrétaire général de la Fédération internationale des associations d'instituteurs (qui a été dissoute à l'occasion de la constitution de l'actuelle Internationale de l'Éducation, puis secrétaire général de la Fédération générale des retraités de la fonction publique (FGR-FP).
- 1969-1975 : André Ouliac
- 1975-1983 : Guy Georges. Secrétaire départemental de la Haute-Marne, il succède à l'historique Jeanne Lordon comme responsable du secteur pédagogique. Comme secrétaire national du syndicat puis comme secrétaire général, son nom reste attaché à la défense du projet d'école fondamentale de la maternelle à la fin de la troisième. Guy Georges a assumé l'intérim du secrétariat général de la FEN en 1981 entre l'entrée d'André Henry dans le premier gouvernement Mauroy et l'élection de Jacques Pommatau.
- 1983-1992-1994 : Jean-Claude Barbarant, militant de l'Aube, qui a conduit le passage du SNI-PEGC au Syndicat des enseignants (SE-FEN, aujourd'hui SE-UNSA) dont il est le premier secrétaire général dans sa nouvelle configuration de 1992 (changement d'appellation du SNI-PEGC en Syndicat des enseignants) à 1994.

## Appellations
- Syndicat national des institutrices et instituteurs de France et des colonies (1920)
- Syndicat national des institutrices et instituteurs de France et de l'Union française (1946)
- Syndicat national des institutrices, instituteurs et professeurs d'enseignement général de collège [SNI-PEGC] (1976).
- Syndicat des enseignants-FEN (SE-FEN) en 1992 (moment de la scission) devenu Syndicat des enseignants-UNSA (ou SE-UNSA) en 2002.